# Volga-Dnepr
Volga-Dnepr (en ruso: Волга-Днепр, Volga-Dniéper) es una aerolínea con base en el aeropuerto de Uliánovsk (ULY), Rusia. Opera servicios de carga, pasajeros regulares y chárter con diferentes aeronaves. Es conocida por su especialización en operaciones de transporte aéreo de cargas de gran magnitud como trenes, enormes generadores o un centenar de automóviles, operando la flota más grande de aviones Antonov An-124 del mundo, con capacidad de transportar hasta 120 toneladas por avión.
La empresa tiene dos aerolíneas subsidiarias, AirBridge Cargo y Atran, además de varios centros de mantenimiento en diferentes ciudades y unos tres mil empleados.

## Indicativos de aerolínea
Los códigos de aerolínea utilizados para su identificación en las comunicaciones son:
- Indicativo de IATA: VI[2]
- Indicativo de OACI: VDA
- Designador telefónico: Volga-Dnepr

## Historia
La aerolínea fue creada el 22 de agosto de 1990, y con Alexéi Isaikin como director general y ejecutivo. Cuenta con tres accionistas principales: con la aeronáutica rusa Aviastar, la ucraniana Antónov y el fabricante de motores Motor Sich. La nueva empresa se establece a orillas del río Volga en Uliánovsk y utiliza aviones diseñados en Kiev, a orillas del río Dniéper, de ahí su nombre Volga-Dnepr.
En agosto de 1991 recibe el primer Ilyushin Il-76 y Antonov An-124. El 17 de septiembre logra un acuerdo comercial para formar una empresa conjunta (joint venture) con la aerolínea británica HeavyLift ofreciendo el Antonov An-124 para sus operaciones internacionales con base en el aeropuerto de Londres-Stansted. Empieza su actividad en octubre de 1991 con una flota inicial de trece aviones, siete de ellos An-124. Es la primera compañía privada de transporte aéreo de carga en Rusia. Sus primeros transportes, aunque espectaculares por la capacidad de carga del An-124, suelen ser esporádicos los primeros años. En noviembre con tres vuelos evacua la embajada de Estados Unidos de Kinsasa debido al conflicto en Zaire.
En abril de 1992 transporta dos turbinas cada una con un peso de 40 toneladas desde Ostende (Bélgica) a Río Gallegos (Argentina). En mayo un avión An-124 transporta desde Abu Dabi (EAU) a Zúrich (Suiza) unas 52 toneladas de oro.
En 1999 empieza a trabajar con otra empresa británica, Air Foyle con la que consigue ampliar su actividad y añade otro An-124 a la flota. También la compañía abre más centros logísticos y técnicos para la flota en Shannon (Irlanda), Sharjah (Emiratos Árabes), Stansted (Reino Unido), Houston (Estados Unidos) y Tiajin (China). El 3 de agosto se añadieron otros dos An-124 de Aviastar y se mejoró las características de los An-124. La compañía amplió la vida útil de la aeronave de 7500 horas de vuelo a 24000 y la vida de los motores de 1250 a 2400 horas de vuelo, entre otras mejoras y modernizaciones.
El 1 de febrero de 2001, se disolvió el acuerdo con HeavyLift aunque aún continúo realizando algunos encargos conjuntos pendientes. En junio llegó a un nuevo acuerdo con la compañía estadounidense Atlas Air para así entrar en el mercado del transporte aéreo de cargas pesadas en Estados Unidos. En noviembre, acordó con Antonov, la modernización general de los An-124 con nueva aviónica y una nueva cabina de pilotaje que permitía reducir la tripulación mínima de seis personas a cuatro, además de la instalación de una grúa en la cabina de carga para poder levantar y desplazar un peso de hasta 30 toneladas.

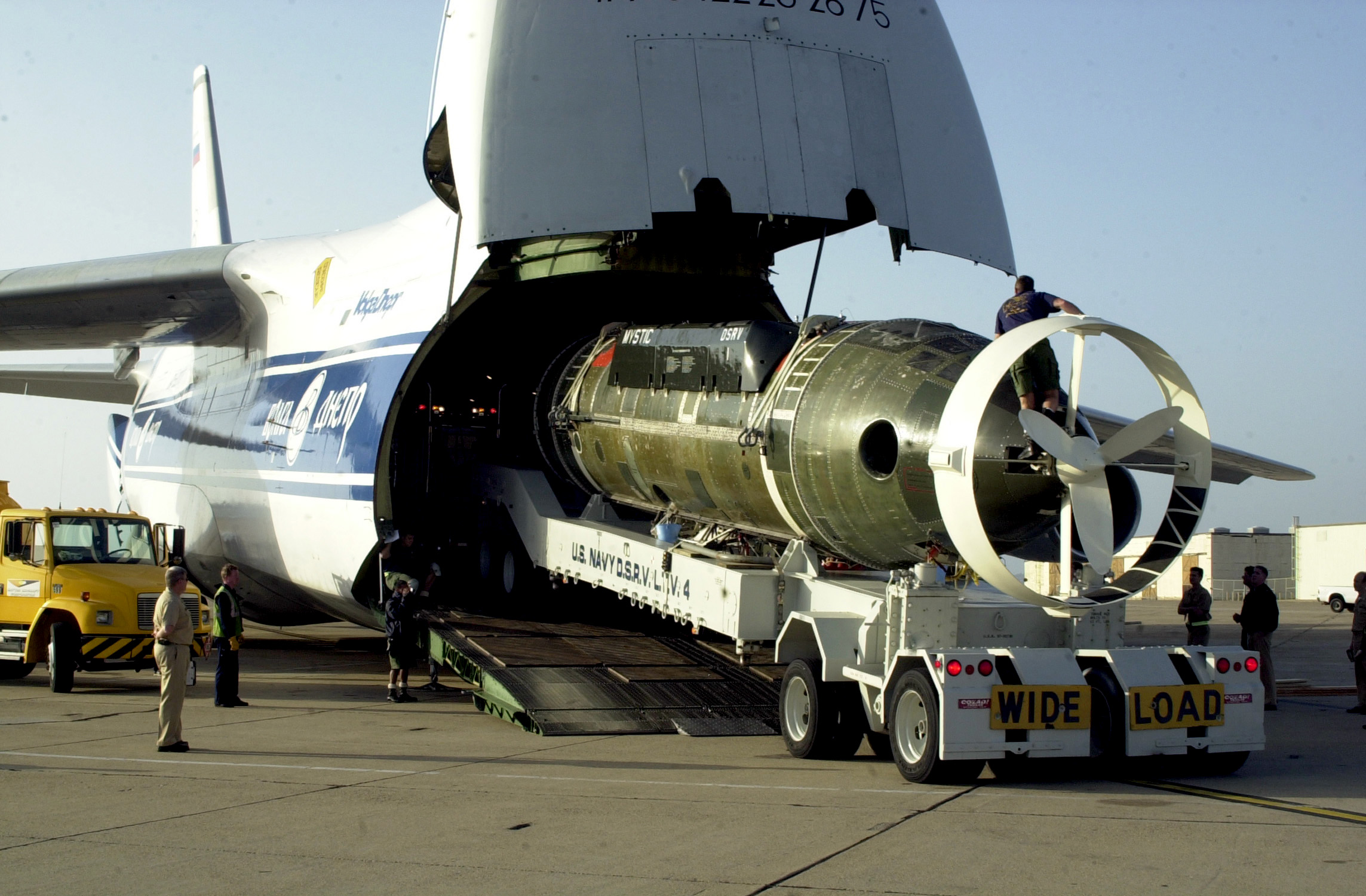
Un AN-124 de la compañía Volga-Dnepr cargando el submarino DSRV-1 de Estados Unidos.

En julio de 2002 se amplió la flota de An-124, alcanzando las diez unidades a través de una inversión de casi 30 millones de dólares por una compañía estadounidense.
En 2004, crea la empresa subsidaria AirBride Cargo con bases en el aeropuerto de Moscú y aeropuerto de Krasnodar, para poder cubrir rutas entre los hemisferios este y oeste, cubriendo de esta forma por ejemplo vuelos de transporte entre Hong Kong y Chicago, haciendo repostaje en Krasnodar. La nueva subsidaria es la primera compañía en Rusia en trabajar con dos Boeing 747-200, procedentes de Alitalia y poco después realiza un primer pedido de otros dos 747-400 por 450 millones de dólares. En los siguientes años irá sumando más aviones 747.
En 2011 la aerolínea rusa Atran con base en Moscú, se une al grupo de Volga-Dnepr.
En octubre de 2014 la empresa fue contratada para trasladar el primer satélite argentino de comunicaciones ARSAT-1.

## Flota

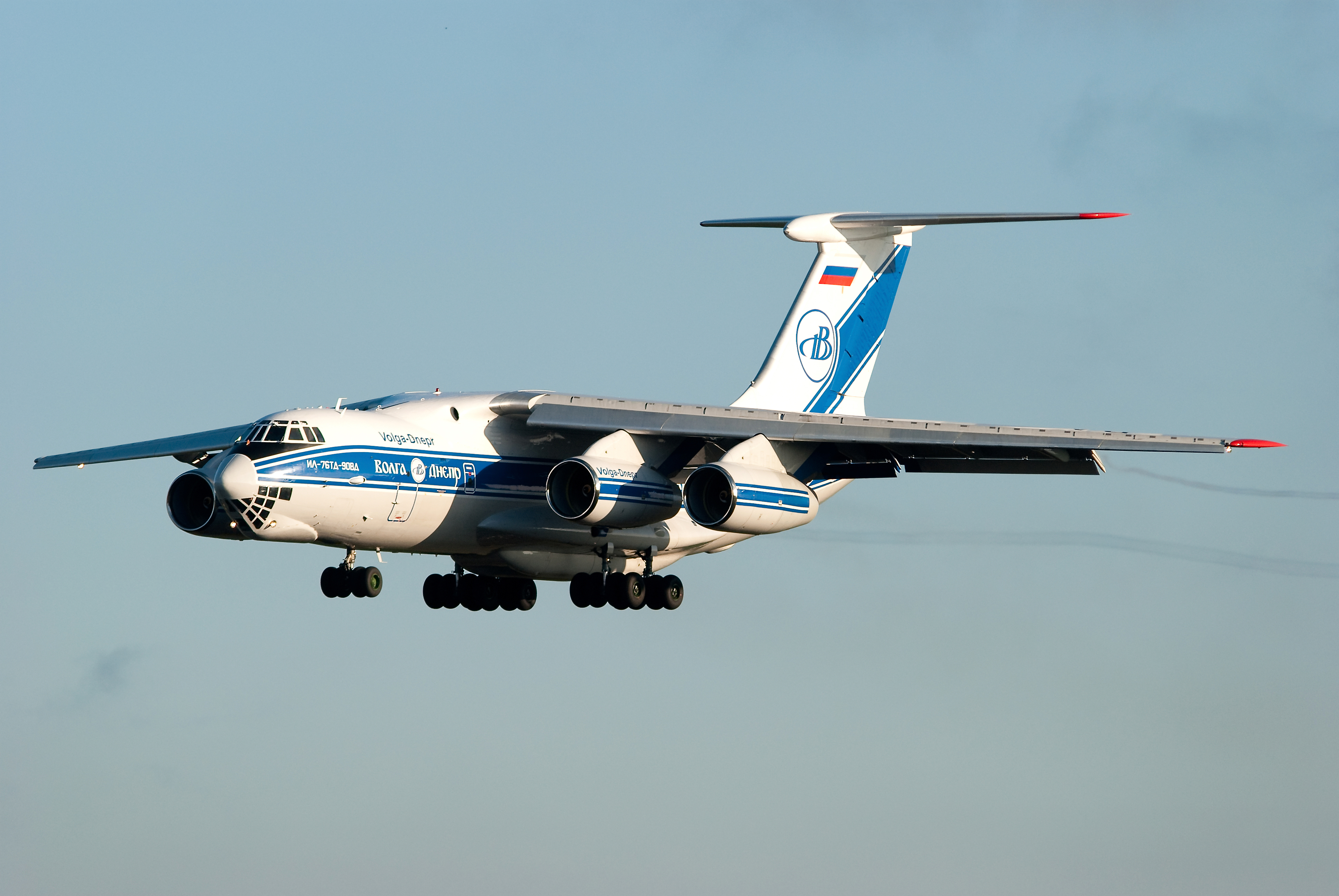
Un Ilyushin Il-76TD de Volga-Dnepr.

La flota de la aerolínea Volga-Dnepr incluye los siguientes aviones (a fecha de agosto de 2006):
- 12 Antonov An-124 (3 más pedidos)
- 7 Ilyushin Il-76TD
- 7 Yakovlev Yak-40
- 8 Antonov An-148 (pedidos)
- 12 Boeing 747-400ERF y Boeing 747-8F operados por AirBridge Cargo

En 2020, el grupo opera con 16 Boeing 747, 8 An-124, 3 Il-76. Anteriormente operaba 21 Boeing 747 pero ha reducido su flota por la menor carga de trabajo. Mientras uno de sus An-124 ha ampliado su capacidad de carga 30 toneladas hasta las 150.